# Liste des épisodes de Yohane the Parhelion -SUNSHINE in the MIRROR-
Cet article est un complément de l’article sur la franchise Love Live! Sunshine!!. Il contient la liste des épisodes de la série télévisée d'animation dérivée Yohane the Pahelion - Sunshine in the Mirror. Les titres et résumés proviennent du site ADN.

## Saison 1
| No | Titre français                        | Titre japonais                 | Titre japonais           | Date de 1re diffusion |
| No | Titre français                        | Kanji                          | Rōmaji                   | Date de 1re diffusion |
| --- | ------------------------------------- | ------------------------------ | ------------------------ | --------------------- |
| 01 | La chanson d'un nouveau départ        | はじまりのうた                 | Hajimari no Uta          | 25 juin 2023          |
| N'ayant pas réussi à réaliser son rêve de devenir chanteuse, Yohane est contrainte de rentrer à Numazu, son village natal. Elle y retrouve ses amies d'enfance, et découvre, un peu à contrecœur, que Numazu n'est pas si mal, finalement… Yohane est désormais embarquée dans une nouvelle aventure remplie de musique, d'amitié et de magie, mais ternie par un sinistre phénomène. (chanson : Far Far Away)                             |                                       |                                |                          |                       |
| 02 | Mon nouveau travail                   | わたしのおしごと               | Watachi no oshigoto      | 2 juillet 2023        |
| Motivée par la découverte de ses pouvoirs magiques, Yohane décide de poursuivre une nouvelle vocation : la voyance ! Mais alors qu'elle s'attelait à lancer de son activité, Hanamaru l'embarque à travers la ville pour lui présenter le voisinage. Et qui sait… peut-être que de nouvelles amitiés se formeront ? |                                       |                                |                          |                       |
| 03 | Are you ready! L'union fait la force! | 団結 Are you Ready?            | Danketsu Are you Ready?  | 9 juillet 2023        |
| Étant sortie seule malgré les interdictions, Yohane se fait attaquer par des cerfs ensorcelés. Heureusement, les justicières Million Dollars ont volé à sa rescousse ! Grâce à l'aide de Scarlet Delta et Ruby, les Million Dollars et Yohane parviennent à ramener les cerfs à la normale. Intriguée par tous ces incidents magiques, Yohane décide d'aller chercher des réponses auprès de la reine des démons… (chanson : Be as One!!!) |                                       |                                |                          |                       |
| 04 | Entre ciel et mer                     | 空と海のあいだ                 | Sora to umi no aida      | 16 juillet 2023       |
| Yohane fait la connaissance de Yô, la coursière du village. Cette dernière la réquisitionne pour l'aider lors de sa tournée. Au cours de sa journée, Yohane rencontrera Kanan, la mécanicienne du village. Grâce à ces nouvelles rencontres, Yohane parvient à se rapprocher un peu plus de sa passion. (chanson : R・E・P) |                                       |                                |                          |                       |
| 05 | Le secret de la reine des démons      | まおうのひみつ                 | Maō no himitsu           | 23 juillet 2023       |
| Préoccupée par le comportement solitaire de Mari, Yohane se donne pour mission d'aider la reine des démons à affronter ses peurs et sortir de sa coquille. |                                       |                                |                          |                       |
| 06 | Une timide harmonie                   | ひとみしりのハーモニー         | Hitomishiri no hāmonī    | 30 juillet 2023       |
| Yohane et Mari tombent par hasard sur Riko, la zoologiste. Toutes les trois vont essayer d'en apprendre davantage sur le boulversement et sur le chant des cœurs. Au fur et à mesure de leur discussion, elles vont se rendre compte qu'elles ont plus de points communs qu'elles ne l'imaginaient. (chanson : Hey, dear my friends) |                                       |                                |                          |                       |
| 07 | C'est quoi, une soirée entre filles?  | 女子会ってなあに？             | Joshikai tte nāni?       | 6 août 2023           |
| Chargée de l'organisation de la soirée entre filles, Yohane va faire de son mieux pour respecter toutes les demandes de ses amies, aussi farfelues soient-elles… Mais saura-t-elle faire face à tant de pression ? (chanson : GIRLS!!) |                                       |                                |                          |                       |
| 08 | Livré par les vents marins            | 届け！Sea breeze               | Todoke! Sea breeze       | 13 août 2023          |
| Le jour du festival de Numazu est enfin arrivé. Yohane et ses amies y tiennent chacune un stand pour faire découvrir leur univers aux festivaliers. En plus, il ne faut pas oublier que, le soir du festival, les filles auront un concert à assurer. Tout se passera-t-il sans encombre ? (chanson : Wonder sea breeze) |                                       |                                |                          |                       |
| 09 | A la recherche de Lailaps             | ライラプスをさがせ             | Rairapusu o sagase       | 20 août 2023          |
| Après une discussion un peu tendue avec Yohane, Lailaps décide d'aller prendre l'air seule. Aussitôt, les habitants de Numazu pensent qu'elle a disparu et lancent l'état d'alerte. Alors que les rumeurs sur la disparition de Lailaps vont de plus belle, Yohane se remémore leur première rencontre. |                                       |                                |                          |                       |
| 10 | Au revoir, Yohane!                    | いってらっしゃいヨハネちゃん！ | Itterasshai Yohane-chan! | 27 août 2023          |
| Yohane a été invitée à participer à une audition à Tokai, ce qui ravive son rêve de faire carrière dans la chanson. Lorsque les habitants de Numazu apprennent la nouvelle, toute la ville est en effervescence. Ils mettent tout en œuvre pour organiser une superbe fête d'adieux à Yohane avant son départ et lui offrir tout leur soutien.                                                                                             |                                       |                                |                          |                       |
| 11 | La magie de Yohane                    | ヨハネのまほう                 | Yohane no Mahou          | 3 septembre 2023      |
| Alors que Numazu se recouvre de brume, Yohane est persuadée qu'il s'agit de sa faute si le bouleversement est de retour. Elle se renferme donc sur elle-même, mais c'était sans compter sur l'aide de ses amies qui feront tout pour la réconforter. |                                       |                                |                          |                       |
| 12 | Adieu, Lailaps                        | さよならライラプス             | Sayonara Rairapusu       | 10 septembre 2023     |
| Après avoir été retrouvée au bord de la rivière, Lailaps est confiée à Riko pour la remettre sur pied. Cependant, dès son réveil, Lailaps disparait à nouveau. Tandis qu'elle demeure introuvable, le bouleversement pousse les habitants de Numazu à évacuer la ville. Yohane se remémore son passé, en partant à la recherche de sa fidèle amie. (chanson : Forever U & I)                                                               |                                       |                                |                          |                       |
| 13 | Un nouveau jour est arrivé            | そして今日も                   | Soshite Kyō mo           | 17 septembre 2023     |
| Le bouleversement continue de sévir et de ravager Numazu. Encouragée par le sacrifice de Lailaps, Yohane va tenter de sauver la ville en faisant résonner le chant des cœurs, mais pour ce faire, elle aura besoin de l'aide de ses amies. (chanson : La la Yuuki no Uta) |                                       |                                |                          |                       |